# Nova (Babylon 5)
Cuirasatul din clasa Nova este un model de navă spațială ficțională în universul Babylon 5. Acest model al Alianței Terestre a fost predecesorul distrugătoarelor din clasa Omega. A fost introdus în serviciu către sfârșitul anilor 2220,la timp pentru a servi cu distincție în timpul războiului cu Dilgarii. Capabilă de a-și genera propriul punct de intrare în hiperspațiu,această navă,spre deosebire de cele asemănătoare ale altor rase,nu avea inițial capacitatea de a genera gravitație artificială,ceea ce limita deplasările lungi și necesita înlocuiri regulate ale echipajului.
Varianta inițială era înarmată cu tunuri cu plasmă,susținute de un număr mare de interceptoare Starfury și putea să poarte 18.000 de soldați împreună cu echipamentul aferent,deși nu în condiții confortabile. În ciuda armamentului greu,unii au considerat că această navă era echipată necorespunzător pentru a lupta în războiul dintre Pământ și Minbari,datorită razei scurte de acțiune a majorității armelor cu plasmă. De fapt,tunurile cu plasmă ale Novei aveau o rază de acțiune potrivită însă cadența focului era încetinită de necesitățile mari de energie. În lupta cu Minbarii,navele din această clasă s-au dovedit a avea o rată a supraviețuirii mai mare decât a vaselor din clasa Hyperion care ar fi trebuit să le înlocuiască.